# Tockholes
Tockholes – wieś w Anglii, w hrabstwie ceremonialnym Lancashire, w dystrykcie (unitary authority) Blackburn with Darwen. Leży 33 km na północny zachód od miasta Manchester i 293 km na północny zachód od Londynu. W 2001 miejscowość liczyła 454 mieszkańców.